# 甲辰 (年號)
甲辰（1364年—1366年）是中国明朝时期对朱元璋从1364年自立为吴王到1367年改元为吴元年间纪年方式的一种历史书写，共3年。
台北中华民国国家图书馆藏明钦天监刊本《大明永乐十五年岁次丁酉大统历》历末纪年表中1364年、1365年、1366年分别标作“甲辰一年甲辰”、“甲辰二年乙巳”、“甲辰三年丙午”，1367年和1368年分别标作“吴元年丁未”和“洪武元年戊申”。

## 争议
汪小虎认为，1363年及此前年份，明初历书不标元朝年号，从1364年朱元璋始称吴王之年开始使用甲辰纪年，是明朝为了彰显本朝正统的起点。称“甲辰一年”而不称“元年”，规格较低，是因为甲辰纪年并非正式使用过年号，仅以干支体现本朝肇始的纪念意义。
张良认为，“甲辰”是当时实际使用过的年号，且极富地域特点，在朱元璋消灭陈友谅后新征服的江西、湖广一带，使用甲辰年号，在韩宋核心统治区仍使用龙凤年号，时人刘夏先后在陈友谅陈汉政权和韩宋朱元璋政权下为官，他的文集里多处使用“龙凤十一年”、“龙凤十二年”与“甲辰二年”、“甲辰三年”亦是佐证。
周中梁认为，甲辰纪年仅是明朝人追述开国前史事时使用的一种历史书写。时人刘夏的文集分为《刘尚宾文集》和《刘尚宾文续集》两种。出现“甲辰二年”、“甲辰三年”的《刘尚宾文集》刊印于永乐年间，而出现“龙凤十一年”、“龙凤十二年”的《刘尚宾文续集》刊印于成化年间。考量明代政治忌讳的变迁，《刘尚宾文集》中的甲辰纪年应是追改了原文中的龙凤年号，而《刘尚宾文续集》保存了原文面貌。

## 公元纪年对照表
| 甲辰 | 一年   | 二年   | 三年   |
| ---- | ------ | ------ | ------ |
| 公元 | 1364年 | 1365年 | 1366年 |
| 干支 | 甲辰   | 乙巳   | 丙午   |